# Adolf Lobe
Karl Adolf Lobe (* 15. August 1860 in Pegau, Sachsen; † 21. August 1939 in Leipzig) war ein deutscher Rechtswissenschaftler und Politiker (Reichspartei für Volksrecht und Aufwertung).

## Leben und Wirken
Adolf Lobe wurde als Sohn des Bankiers Hermann Lobe (1825–1902) geboren; dieser war ein Sohn des Musikers und Komponisten Johann Christian Lobe. Nach dem Besuch der Volksschule und von Gymnasien in Chemnitz, Zwickau und Dresden-Neustadt studierte Lobe Rechtswissenschaften in Leipzig. Anschließend durchlief er eine erfolgreiche, wenn auch unauffällige Juristenkarriere, die ihn nacheinander als Landgerichtsrat nach Leipzig, als Oberlandesgerichtsrat nach Dresden und 1910 als Hilfsrichter und schließlich ab 1. Januar 1912 als Reichsgerichtsrat ans Reichsgericht nach Leipzig führte, wo er mit der Ernennung zum Senatspräsidenten den Höhepunkt seiner Laufbahn erreichte. Am Reichsgericht galt Lobe als eine „markante Persönlichkeit“ mit der Neigung, „zuweilen aus der Reihe zu tanzen“. Politisch betätigte Lobe sich zu dieser Zeit vor allem kommunalpolitisch. Noch vor dem Ersten Weltkrieg wurde er Stadtverordneter in Leipzig.
Nach der Gründung der Weimarer Republik verblieb Lobe weiterhin in seinem Beruf als Richter. Politisch begann er sich nun in der Reichspartei für Volksrecht und Aufwertung zu betätigen. Im Juli 1920 wurde er vom Reichspräsidenten zum richterlichen Mitglied des Wahlprüfungsgerichts beim Reichstag bestellt. Einen Monat nach seiner Pensionierung als Richter am 1. April 1928 wurde Lobe bei der Reichstagswahl vom Mai 1928 in den Reichstag der Republik gewählt, in dem er bis zu seinem vorzeitigen Ausscheiden im Dezember 1929 den Wahlkreis 30 (Chemnitz-Zwickau) vertrat. Im Reichstag, dem Lobe neben Georg Best als einer von zwei Abgeordneten seiner Partei angehörte, galt er als linksliberal. Zeitgleich mit seinem Ausscheiden aus dem Reichstag trat Lobe zur Deutschen Demokratischen Partei (DDP) über.
Als Rechtswissenschaftler tat Lobe sich durch eine rege Publikationstätigkeit hervor. Er schrieb zahlreiche Abhandlungen und Kommentare zu Gesetzeswerken. So wirkte er am Planck’schen Kommentar zum Bürgerlichen Gesetzbuch, am Kommentar der Reichsgerichtsräte zum Bürgerlichen Gesetzbuch und am Leipziger Kommentar zum Strafgesetzbuch mit. Ferner schrieb er Kommentare zum Gesetz über die Untersuchungshaft und einen Kommentar zum Republikschutzgesetz. Daneben lieferte er Beiträge am Handwörterbuch der Rechtswissenschaft. Des Weiteren war er Alleinherausgeber des Kommentars zum Gesetz gegen den unlauteren Wettbewerb, zu dem er auch ein Handbuch schrieb (Bekämpfung des unlauteren Wettbewerbs).

## Schriften

### Bücher
- Das Gesetz zur Bekämpfung des unlauteren Wettbewerbes vom 27. Mai 1896, Leipzig 1896.
- § 8 des Gesetzes gegen den unlauteren Wettbewerb, Leipzig 1913.
- Zur gesetzlichen Regelung des Zugabeunwesens, Hamburg 1914.
- Übermäßiger Gewinn im Sinne von § 5 Nr. 1 der Bundesratsverordnung vom 23. Juli 1915/23, Leipzig 1916.
- Kriegswucher, Handel und Reichsgericht, Berlin 1917.
- Preissteigerung, Handel und Reichsgericht, Leipzig 1917.
- Die Gesetzgebung des Reiches und der Länder zum Schutze der Republik, Berlin 1922.
- Das Reichs-Strafgesetzbuch mit besonderer Berücksichtigung der Rechtsprechung des Reichsgerichts Berlin 1922.
- Die Untersuchungshaft, Berlin 1927.
- Die Wertreklame in wirtschaftlicher und juristischer Beurteilung, s.l.e.a. [1928].
- Fünfzig Jahre Reichsgericht am 1. Oktober 1929, Berlin 1929.
- Einführung in den allgemeinen Teil des Strafgesetzbuches, Berlin 1930.
- Die Wahrnehmung berechtigter Interessen, Leipzig 1932.

### Aufsätze (Auswahl)
- Strafbare und straflose Schwangerschaftsunterbrechung, Juristische Rundschau 1928, S. 237–241.